# Sandgrynnan (vid Nämpnäs, Närpes)
Sandgrynnan är en ö i Finland. Den ligger i Bottenhavet och i kommunen Närpes i den ekonomiska regionen  Sydösterbotten i landskapet Österbotten, i den västra delen av landet. Ön ligger omkring 70 kilometer söder om Vasa och omkring 330 kilometer nordväst om Helsingfors.
Öns area är 2,1 hektar och dess största längd är 320 meter i nord-sydlig riktning.